# Dichorisandrinae
Dichorisandrinae es una subtribu de plantas con flores de la familia Commelinaceae.  El género tipo es: Dichorisandra J. C. Mikan. Contiene los siguientes géneros

## Géneros
- Chamaeanthus Ule = Geogenanthus Ule
- Cochliostema Lem.
- Dichorisandra J. C. Mikan
- Geogenanthus Ule
- Plowmanianthus Faden & C. R. Hardy
- Pyrrheima Hassk. = Siderasis Raf.
- Siderasis Raf.